# بارورن
بارورن (بالإنجليزية: Barrhorn)‏ هو أحد جبال سلسلة جبال الألب بينيني وجزء من القمة الأم فيشورن يقع في سويسرا. يبلغ ارتفاع الجبل حوالي 3610 متر، بينما يبلغ ارتفاع نتوء الجبل 267 متر.